# Цисув-Ляс
Цисув-Ляс (пол. Cisów-Las) — село в Польщі, у гміні Боянув Стальововольського повіту Підкарпатського воєводства.
Населення — 238 осіб (2011).
У 1975-1998 роках село належало до Тарнобжезького воєводства.

## Демографія
Демографічна структура станом на 31 березня 2011 року:
|          | Загалом | Допрацездатний вік | Працездатний вік | Постпрацездатний вік |
| -------- | ------- | ------------------ | ---------------- | -------------------- |
| Чоловіки | 111     | 23                 | 78               | 10                   |
| Жінки    | 127     | 26                 | 68               | 33                   |
| Разом    | 238     | 49                 | 146              | 43                   |